# Samuel Shem
Samuel Shem (Pseudonym von Stephen Joseph Bergman; * 1944 in Hudson (New York)) ist ein amerikanischer Schriftsteller und Professor für Psychiatrie an der Harvard Medical School. Er wurde durch den unter seinem Pseudonym verfassten Roman The House of God bekannt.

## Biografisches
Bergman entstammt einer jüdischen Familie. Er besuchte die Harvard Medical School in Boston. 1966 war er Rhodes-Stipendiat an der Universität in Oxford. Seine praktische Ausbildung als Assistenzarzt am Bostoner Beth Israel Hospital in den frühen siebziger Jahren ist Gegenstand seines ersten Romans, The House of God, der 1978 erschienen ist. 
Bergman lebt mit seiner Frau Janet Surrey, einer Psychologin, und seiner Tochter in Newton (Massachusetts). Er arbeitete bis zu seiner Emeritierung als Facharzt für Psychiatrie mit dem Schwerpunkt Suchterkrankungen. Als Gastdozent lehrt er an verschiedenen Universitäten. 
Shem bezeichnet sich selbst als typisches Produkt der sechziger Jahre. Sein Engagement als Schriftsteller, Redner und Mediziner gilt dem Widerstand gegen
die Entmenschlichung im modernen Krankenhausbetrieb und Arztberuf. House of God und Mount Misery gelten als realitätsnahe Fiktionalisierungen des Klinik- und Psychiatriealltags, die typische Erfahrungen junger Ärzte in der Ausbildung widerspiegeln. Als Mediziner vertritt er einen relationalen Ansatz in kritischer Abgrenzung zum Menschenbild der Freudschen Tradition.

## Werke
- 1978 The House of God
  - House of God, dt. von Heidrun Adler; G. Fischer, Lübeck; Stuttgart; Jena; Ulm 1997, ISBN 3-437-45006-9.
- 1985 Fine
  - Doctor Fine, dt. von Rudolf Hermstein; Knaur, München 1999, ISBN 3-426-66040-7.
- 1990 mit Janet Surrey: Bill W. and Dr. Bob
- 1996 Mount Misery
  - Mount Misery, dt. von Rudolf Hermstein und Christian Spiel; Knaur, München 1998, ISBN 3-426-66012-1.
- 1999 We Have to Talk: Healing Dialogues Between Men and Women
  - mit Janet Surrey: Alphabet der Liebe: Warum Mann und Frau doch zusammenpassen, dt. von Maren Klostermann; Klett-Cotta Verlag, Stuttgart 1999, ISBN 3-608-91993-7.
- 2007 mit Nancy Beardall und Janet Surrey Making Connections Building Community and Gender Dialogue in Secondary Schools
- 2008 The Spirit of the Place
  - Orvilles Heimkehr, dt. von Andreas Nohl; Knaur, München 2001, ISBN 3-426-66077-6.
- 2015 mit Janet Surrey: The Buddha´s Wife: The Path of Awakening Together
- 2016 At the Heart of the Universe
- 2019 Man´s 4th Best Hospital
- 2023 Our Hospital

## Hörspiele
- 2002: House of God – Regie: Norbert Schaeffer (Hörspiel – MDR)